# Hans Richter (Fußballspieler)
Hans Richter (* 14. September 1959 in Olbernhau; † 25. März 2023 in Groß-Gerau) war ein deutscher Fußballspieler und -trainer. Er spielte in der DDR-Oberliga, der höchsten Spielklasse im DDR-Fußball, für den FC Karl-Marx-Stadt (FCK) und den 1. FC Lokomotive Leipzig. Für die DDR-A-Nationalmannschaft bestritt der Angreifer 15 Länderspiele.

## Sportliche Laufbahn

### Oberligaspieler beim FC Karl-Marx-Stadt
Richters erste Sportgemeinschaft war die BSG Stahl Olbernhau, von der er 1976 im Alter von 17 Jahren in die Nachwuchsabteilung des FC Karl-Marx-Stadt wechselte. Sein Oberligadebüt gab Richter in der Rückrunde der Oberligasaison 1977/78 beim Spiel des FCK gegen Dynamo Dresden. In der Folge entwickelte sich der Stürmer zum Stammspieler, bis zum Saisonende 1982/83 wurde er in 118 von 136 möglichen Oberligapartien eingesetzt. Dabei schoss Richter 44 Tore. Nachdem der FC Karl-Marx-Stadt die Saison 1982/83 nur auf Platz neun beendet hatte, wechselte Richter, der zu diesem Zeitpunkt bereits sieben Länderspiele mit der DDR-Nationalmannschaft bestritten und dabei drei Tore erzielt hatte, aus eigenem Antrieb zum Teilnehmer am UEFA-Pokal, dem 1. FC Lokomotive Leipzig. Nach Richters Aussagen wollte er auch auf Clubebene international spielen.

### Laufbahn beim 1. FC Lok Leipzig

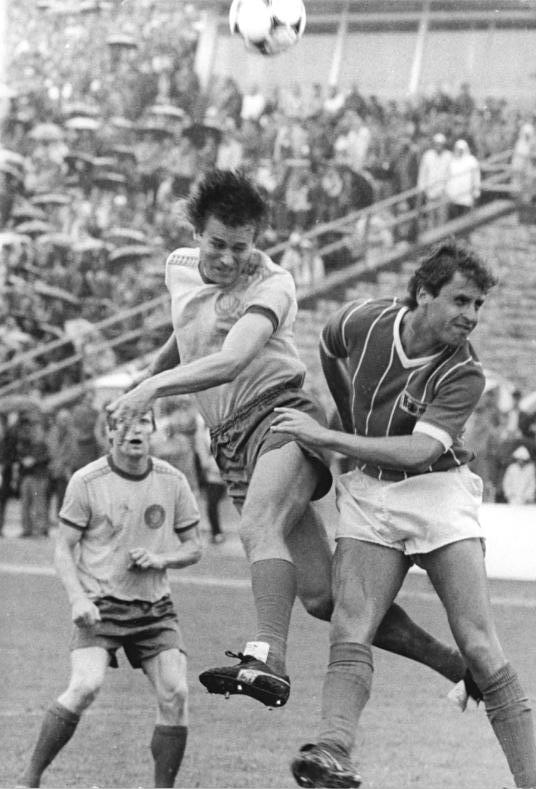
Hans Richter
(1. FC Lok, 1986)

Wie erhofft, setzte der 1. FC Lok Richter 1983/84 in allen sechs Europapokalspielen ein, bei denen er mit fünf Treffern bester EC-Torschütze der Leipziger wurde. Bis 1987 wurde Richter bei Lok Leipzig insgesamt in 22 Europapokalspielen eingesetzt. In den Punktspielen der DDR-Oberliga setzte Hans Richter auch bei Lok Leipzig seine Position als Stammspieler fort. Schon in seiner ersten Leipziger Saison bestritt er alle 26 Oberligaspiele und war mit zwölf Toren zweitbester Schütze des 1. FC Lok. Anschließend wurde er dreimal Torschützenkönig der Mannschaft. Insgesamt bestritt Richter für Lok Leipzig 98 Oberligaspiele, in denen er 34-mal zum Torerfolg kam. In den vier Spielzeiten fehlte er nur bei fünf Punktspielen. Sowohl 1986 als auch 1987 wurde er mit dem 1. FC Lok DDR-Pokalsieger.

### Rückkehr zum FC Karl-Marx-Stadt
Bereits anlässlich des Pokalhalbfinalspiels FC Karl-Marx-Stadt gegen 1. FC Lok (1:3) am 19. Mai 1987 hatte die Tageszeitung Neues Deutschland bekanntgegeben, dass Richter nach dem Saisonende zum FCK zurückkehren würde (siehe auch Zitat von Jürgen Sparwasser unten). Beim FC Karl-Marx-Stadt konnte Richter seinen Status als Stammspieler bewahren. In der Saison 1987/88 wurde er nach seiner Rückkehr mit zwölf Treffern bester Torschütze und verpasste nur ein Punktspiel. 1988/89 bestritt er als einziger FCK-Spieler alle 26 Oberligaspiele, kam aber, obwohl weiterhin als Stürmer eingesetzt, nur auf vier Treffer. Nachdem Richter im Pokal 1987/88 bis zum Viertelfinale (1:2 gegen Hansa Rostock) alle vier Spiele absolviert hatte, kam er in der Pokalsaison 1988/89 fünfmal zum Einsatz, wobei er als rechter Stürmer auch im Endspiel aufgeboten wurde, das der FCK nur knapp im 0:1 gegen den BFC Dynamo verlor. In der Oberligasaison 1989/90 bestritt Richter bis zum 5. Spieltag vier Begegnungen. Am 12. September war er noch im UEFA-Pokal-Spiel FCK gegen Boavista Porto (1:0) eingesetzt worden. In allen fünf Spielen war Richter nur Ersatzspieler und wurde jeweils nur in der 2. Halbzeit eingesetzt (siehe auch Zitat von Hans Meyer unten). Zwei Wochen nach seinem letzten Einsatz floh er am 1. Oktober 1989 über die Prager Botschaft in die Bundesrepublik nach Frankfurt am Main.

### Internationale Auftritte
Von 1977 bis 1978 gehörte Hans Richter zum Kader der DDR-Juniorenauswahl. Sein erstes Länderspiel bestritt er am 24. Mai 1977 in der Begegnung Polen gegen DDR (0:1), in der er in Mława als Linksaußenstürmer eingesetzt wurde. Bei den Jugendwettkämpfen der Freundschaft 1977 in Ungarn belegte er mit der U-18 des DFV den 4. Platz. Ab diesem Turnier wurde er in den meisten Begegnungen in der Verteidigung aufgeboten. Insgesamt kam er auf 18 Länderspieleinsätze, in denen er vier Tore erzielte. Seine wichtigsten Partien waren 1978 die beiden Qualifikationsspiele für das UEFA-Juniorenturnier gegen Griechenland, bei denen die DDR-Junioren nach zwei 1:1-Unentschieden und einem 3:4 im Elfmeterschießen im Rückspiel in Potsdam-Babelsberg die Endrundenteilnahme zum dritten Mal in Folge verpassten.
Nachdem Richter 1980 zwei Länderspiele mit der DDR-Nachwuchsnationalmannschaft bestritten hatte, gab er als Spieler des FC Karl-Marx-Stadt am 17. November 1982 im Freundschaftsspiel DDR gegen Rumänien (4:1) als rechter Stürmer sein Länderspieldebüt in der DDR-Nationalmannschaft. Das erste seiner insgesamt vier Länderspieltore schoss er bei seinem zweiten Einsatz im Freundschaftsspiel DDR gegen Griechenland (2:1). Zu seinen insgesamt 15 Länderspielen (sieben für den FCK, acht für den 1. FC Lok), in denen er vier Tore erzielte, gehörten auch fünf EM-Qualifikationsbegegnungen sowie das WM-Qualifikationsspiel am 8. Dezember 1984 in Frankreich (0:2). Das letzte Länderspiel bestritt Richter, inzwischen wieder FCK-Spieler, bei der Freundschaftsbegegnung Polen – DDR (2:0) am 19. August 1987, bei dem er in der 59. Minute für den Stürmer Ulf Kirsten eingewechselt wurde. Für die DDR-Olympiamannschaft absolvierte Richter von 1983 bis 1988 14 Qualifikationsspiele und schoss dabei drei Tore. Insgesamt kam er von 1982 bis 1988 in dieser Auswahlvertretung in 31 Spielen zum Einsatz und konnte sich zehnmal als Torschütze auszeichnen.
Im Europapokal bestritt Hans Richter insgesamt 23 Spiele, davon 14 im UEFA-Pokal (13 Lok Leipzig, 1 FCK) und neun im Europapokal der Pokalsieger für Lok Leipzig. Dabei erzielte er zehn Tore, sieben im UEFA-Pokal und drei im Pokalsieger-Cup. Sein größter Erfolg im Europapokal war 1987 das Erreichen des Endspiels im Pokalsieger-Cup. In der Begegnung Ajax Amsterdam gegen 1. FC Lok, das die Leipziger knapp mit 0:1 verloren, wurde Richter als rechter Stürmer eingesetzt.
Verdächtigungen des IM und Nationalmannschaftstrainers Bernd Stange, Richter wolle die DDR verlassen, beendeten schließlich dessen internationale Karriere.

### Amateur bis zum Laufbahnende
Nach seiner Flucht aus der DDR fand Richter bereits im November 1989 Anschluss beim ehemaligen Bundesligisten Offenbacher FC Kickers, der zu dieser Zeit in der drittklassigen Amateur-Oberliga spielte. Aufgrund der wendebedingten Umbruchsituation kam Richter um die zuvor übliche UEFA-Sperre herum und bekam vom DFV eine Freigabe ab März 1990. Am 10. Mai 1990 bestritt Richter gegen die SG Bad Soden sein erstes Punktspiel für den OFC in der hessischen Oberliga. Bis zum Saisonende bestritt er insgesamt 13 Punktspiele und erzielte sieben Tore. Im DFB-Pokal bestritt er das Viertel- und Halbfinale, das die Offenbacher als einziger Drittligist mit 0:1 gegen den späteren Pokalsieger 1. FC Kaiserslautern verloren. Im Folgespieljahr gelangen dem Ex-Nationalstürmer sechs Treffer in 18 Spielen für den OFC.
Zur Saison 1991/92 wechselte Richter zum badischen Oberligisten SV 98 Schwetzingen. Die Nordbadener gehörten seit einigen Spielzeiten zu den Spitzenteams der damals drittklassigen Oberliga Baden-Württemberg. Richter absolvierte als Stammspieler 33 von 34 Partien und schoss dabei neun Tore. Inzwischen hatte sich Richter in Groß-Gerau niedergelassen und wechselte 1992/93 zum benachbarten hessischen Oberligisten Rot-Weiß Walldorf, der vor einem Neuaufbau der Mannschaft stand. Richter entwickelte sich zur Stammkraft und absolvierte in den Spielzeiten 1992/93 und 1993/94 56 von 68 Oberligaspielen. In der Abstiegssaison 1994/95, in der die Oberliga Hessen durch die Wiedereinführung der Regionalligen nur noch viertklassig war, kam der mittlerweile 35-jährige Richter nur noch zu 13 Einsätzen und zwei Toren. Die Saison 1995/96 war für die Walldorfer unter Trainer Jürgen Sparwasser in der Landesliga Süd nur eine Durchgangsstation, mit Platz 17 stiegen die Walldorfer in die damals sechstklassige Bezirksoberliga Darmstadt ab.
In der Rückrunde der Saison 1996/97 kehrte Richter wieder zu Rot-Weiß Walldorf zurück, um dem Verein im Abstiegskampf zu helfen. Die Walldorfer kletterten daraufhin von Rang 16 noch auf den 5. Tabellenplatz, wozu Richter mit acht Toren in zehn Spielen beigetragen hatte. Aus der Aushilfe wurde ein Dauerzustand denn in den folgenden Spielzeiten agierte Richter in Walldorf wieder als Stammspieler und erzielte dabei in 79 von 100 möglichen Pflichtspielen 41 Tore. In der Saison 1997/98 wurde Richter mit 22 Toren sogar Torschützenkönig der Bezirksoberliga und stand in allen 34 Spielen auf dem Platz. Nachdem die Walldorfer in der Saison 1999/2000 nochmals abstiegen, nunmehr in die Bezirksliga Darmstadt, beendete der mittlerweile 40-jährige Richter seine Fußballerlaufbahn, nachdem er insgesamt 158 Spiele für die Walldorfer bestritten hatte und 60 Tore erzielt hatte.

## Trainerkarriere
Nach der aktiven Spielerkarriere trainierte Richter den SV Dersim Rüsselsheim, Rot-Weiß Walldorf, den VfR Groß-Gerau, die SG Dornheim und die A-Junioren sowie die zweite Vertretung von Rot-Weiß Walldorf. Zur Saison 2014/15 wurde er Trainer der DJK Flörsheim, die er gleich im ersten Jahr mit deutlichem Vorsprung zur Meisterschaft der Kreisoberliga Maintaunus und damit zum Aufstieg in die Gruppenliga Wiesbaden führte. In der darauffolgenden Saison gelang mit Platz zwei der Durchmarsch in die Verbandsliga, von wo es allerdings nach nur einer Saison gleich wieder eine Klasse zurückging. In der Saison 2017/18 wurde erneut die Meisterschaft in der Gruppenliga errungen, seither spielt die DJK wieder als Verbandsligist. Im September 2018 trat Richter als Trainer der DJK Flörsheim zurück.

## Weiterer Werdegang
Richter war Mitarbeiter beim Sicherheitsdienst des Flughafens Frankfurt/Main.
Richters Sohn Joel spielt als Mittelfeldspieler für den FC Carl Zeiss Jena in der Regionalliga Nordost.
Hans Richter starb am 25. März 2023 im Alter von 63 Jahren.

## Zitate
Jürgen Sparwassers Haltung zu Richters Rückkehr zum FC Karl-Marx-Stadt: 

„Gar nichts. Für den DDR-Fußball ist das ein Rückschritt. Lok braucht für seine Europapokalspiele gute Stürmer. Wenn der FCK ebenfalls international spielen würde, könnten man diesen Wechsel noch tolerieren. Aber so? Manchmal wird über die Beschlüsse zuviel geredet und weniger im Sinne eines Vorankommens gehandelt.“

FCK-Trainer Hans Meyer zu Richters Einsätzen 1989/90: 

„Allen, die draußen nach Hans Richter riefen, möchte ich antworten: Fragt doch ihn, wieso ein gerade erst 30 gewordener geistig aufgehört hat, Fußball zu spielen, und warum er nicht fit ist!“